# NGC 3467
NGC 3467 ist eine Linsenförmige Galaxie vom Hubble-Typ S0 und Sternbild Löwe auf der Ekliptik. Sie ist schätzungsweise 419 Millionen Lichtjahre von der Milchstraße entfernt und hat einen Durchmesser von etwa 130.000 Lichtjahren. 

Im selben Himmelsareal befinden sich u. a. die Galaxien NGC 3466, NGC 3476, NGC 3477, NGC 3490.
Das Objekt wurde am 18. Januar 1828 von John Herschel entdeckt.